# Lauri Ylönen
Lauri "Lintu" (=madár) Johannes Ylönen (Helsinki, Finnország, 1979. április 23. –) finn zenész, énekes, a The Rasmus tagja, frontembere. Pauli Rantasalmival (The Rasmus, szólógitár) együtt a Dynasty Recordings oy. tulajdonosa, számos finn banda (pl.: Kwan, Von Hertzen Brothers, Belle Who) producere.

## Élete

### Korai évei
Lauri Helsinkiben, 1979. április 23-án született. Teljes neve Lauri Johannes Markus Paavo Ylönen. Ötévesen kezdett zongorázni, majd később gitározni és dobolni is megtanult. A The Rasmus első felállásában ő volt a dobos, de énekes hiányában frontemberi posztra "kényszerült". A nővére, Hanna biztatta, hogy legyen énekes. Nyolcévesen, az általános iskolában találkozott Eero Heinonennel, aki később a The Rasmus basszusgitárosa lett. Közeli barátok lettek. A banda egy Finnországban 'kiskarácsonynak' (pikkujoulu) nevezett iskolai rendezvényen lépett fel először.

### The Rasmus
A banda 1994-ben alakult. Lauri lett az énekes, mellette pedig Eero Heinonen játszott basszusgitáron, Pauli Rantasalmi a szólógitáron, és az ekkori felállásban Janne Heiskanen töltötte be a dobos szerepét (őt 1999-ben Aki Hakala követte, aki a mai napig a dobok mögött ül az együttesben). Az áttörést Finnországban 'Funky Jam' című dalukkal érték el, amely 1995-ben megjelent első albumukon, a Peepen. A nemzetközi kiugrást 2003-as albumukkal, a Dead Letters-szel érték el, amelyről az első kislemez, az 'In the Shadows' világszerte hatalmas siker lett.

## Discográfia

### Stúdióalbumok
A The Rasmus-szal
- 1996 – Peep
- 1997 – Playboys
- 1998 – Hell of a Tester
- 2001 - Hell of a Collection
- 2001 – Into
- 2003 – Dead Letters
- 2005 – Hide from the Sun
- 2008 - Black Roses
- 2009 – Best of 2001-2009
- 2012 – The Rasmus
- 2017 –  Dark Matters
- 2022 –  Rise